# Elisabeth Tuider

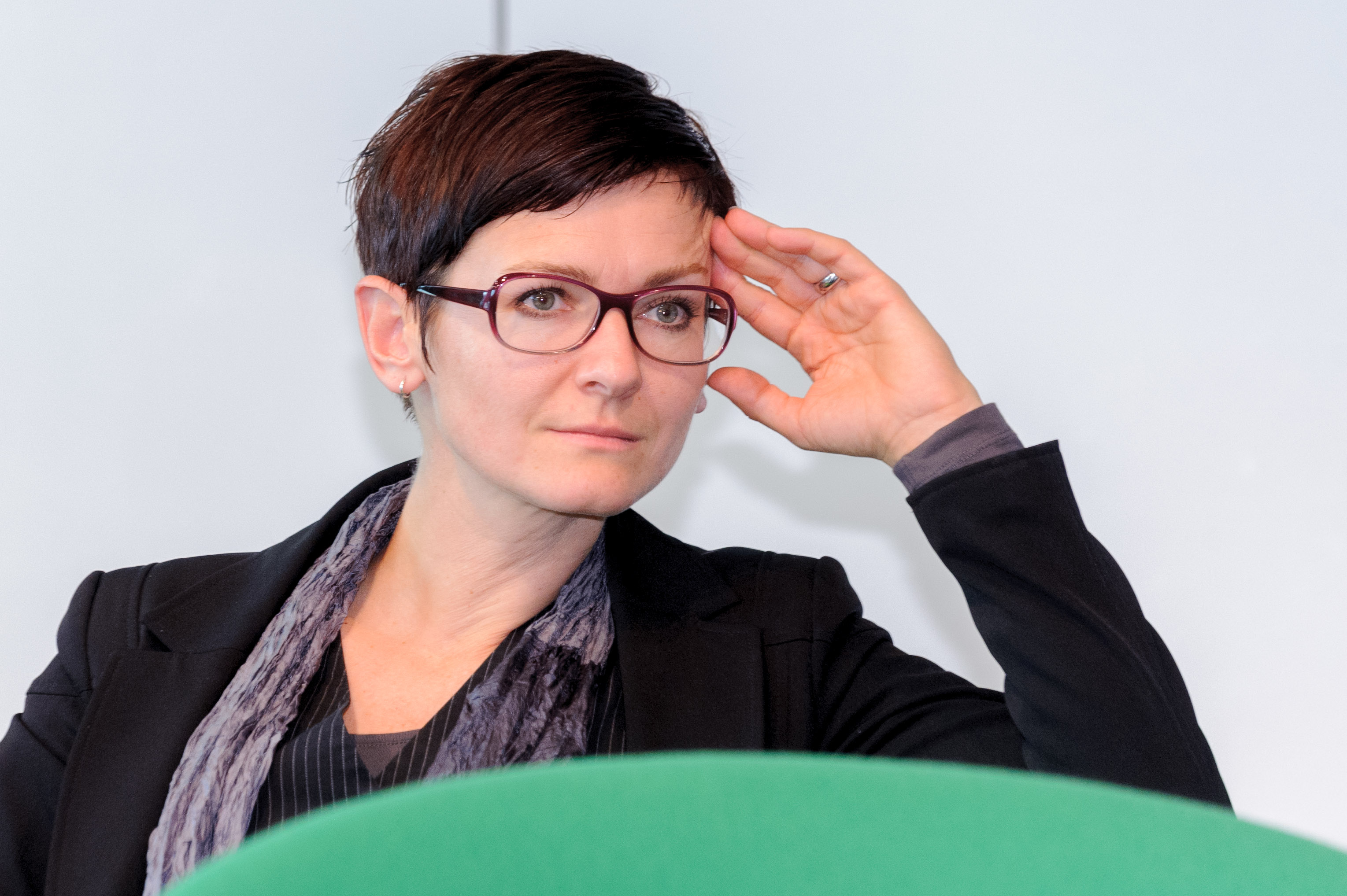
Elisabeth Tuider, 2012

Elisabeth Tuider (* 1973) ist eine  Erziehungswissenschaftlerin, Soziologin und Fachbuchautorin. Sie lehrt als Professorin an der Universität Kassel, wo sie das Fachgebiet Soziologie der Diversität unter besonderer Berücksichtigung der Dimension Gender leitet. Bekannt ist Tuider insbesondere für ihre Beiträge zur Biografieforschung, Genderforschung, zu den Queer Studies und den Postcolonial Studies.

## Leben und Wirken
Tuider studierte Pädagogik und Psychologie an der Universität Wien und wurde 2001 an der Universität Kiel promoviert. Der Titel ihrer Dissertation lautete Sexualerziehung – Sexualupplysning: Der Geschlechterdiskurs zwischen Kultur und Subjektivität. Ein Ländervergleich Österreich – Schweden. Anschließend war sie als Lehrbeauftragte und wissenschaftliche Mitarbeiterin an verschiedenen Hochschulen tätig. 2009 wurde sie an der Universität Münster habilitiert und erhielt die Venia Legendi für Soziologie. Der Titel der Habilitationsschrift lautete Intersectional turn. Zum Paradigmenwechsel in der Soziologie und in den gender-studies. Nach einer Gastprofessur an der Universität Hildesheim und einer Tätigkeit als Fellow am Zentrum für interdisziplinäre Forschung an der Universität Bielefeld war sie von 2009 bis 2011 Professorin für Erziehungswissenschaft mit Schwerpunkt Diversity Education an der Universität Hildesheim. Seit 2011 lehrt sie Soziologie an der Universität Kassel. Sie ist erste Sprecherin des Vorstandes der Fachgesellschaft Geschlechterstudien/Gender Studies Association (Gender e. V.).
Tuider beruft sich auf die „neoemanzipatorische Sexualpädagogik“ von Uwe Sielert und Helmut Kentler, in deren Tradition sie nach eigenen Angaben steht.
Elisabeth Tuider war Sprecherin des Forschungsprojektes Peer Violence. Sexualisierte Gewalt unter Jugendlichen im Kontext der Jugend- und Verbandsarbeit, das von 2013 bis 2016 in Zusammenarbeit der Universität Kassel, der Universität Hildesheim und der Universität Landshut durchgeführt und vom Bundesministerium für Wissenschaft und Forschung finanziert wurde. Dazu wurde u. a. auf der Website Safer Places eine bundesweite Online-Befragung für Jugendliche unternommen, in der es um Definitionen von persönlichen Grenzen im Kontakt mit anderen Jugendlichen ging.
2008 veröffentlichte Elisabeth Tuider zusammen mit Stefan Timmermanns das Buch Sexualpädagogik der Vielfalt, das 2012 von einem erweiterten Autorenteam überarbeitet in zweiter Auflage erschien. Es wurde von zahlreichen Institutionen als Unterrichtsmaterial verwendet und empfohlen, wurde seit 2014 aber auch in einer Reihe von Presseartikeln kritisiert und in der Folge von der Literaturliste verschiedener Institutionen genommen. Tuider als Mitautorin wurde in diesem Zusammenhang zum Ziel von Hasskommentaren in Sozialen Medien.
Zusammen mit Henning von Bargen und Andreas Kemper initiierte Tuider 2017 das Onlinelexikon Agent*In, das Informationen über Netzwerke, Organisationen und Personen mit vermeintlich antifeministischen Positionen sammelte und bereitstellte. Nach überwiegend negativer Rezeption wurde das Wiki drei Wochen nach dem Start vorübergehend eingestellt. Im November 2017 gab das Gunda-Werner-Institut bekannt, das Projekt nicht fortführen zu wollen.

## Schriften (Auswahl)
- Ansätze der Geschlechterforschung in Beratung und Coaching. In: Heidi Möller, Ronja Müller-Kalkstein (Hrsg.): Gender und Beratung. Auf dem Weg zu mehr Geschlechtergerechtigkeit in Organisationen, Verlag Vandenhoeck & Ruprecht, 2014, ISBN 978-3-525-40366-2, S. 137–155.
- Cruzando Fronteras – zur Heteronormativität von Grenz- und Migrationsregimen am Beispiel von Asyl- und aufenthaltrechtlichen Verfahren (mit Ilka Quirling). In: Bundesstiftung Magnus Hirschfeld (Hrsg.): Forschung im Queerformat. Aktuelle Beiträge der LSBTI*-, Queer- und Geschlechterforschung. (Queer Studies 6), transcript, Bielefeld 2014, ISBN 978-3-8376-2702-2, S. 251–273 (Leseprobe).
- Mit Stefan Timmermanns u. a.: Sexualpädagogik der Vielfalt. Praxismethoden zu Identitäten, Beziehungen, Körper und Prävention für Schule und Jugendarbeit. 2., überarbeitete Auflage. Beltz Juventa, Weinheim 2012, ISBN 978-3-7799-2088-5.
- Als Hrsg.: QuerVerbindungen. Interdisziplinäre Annäherungen an Geschlecht, Sexualität, Ethnizität (Gender-Diskussion. Band 2). Lit, Münster 2008, ISBN 978-3-8258-8879-4.
- Diskursanalyse und Biografieforschung. Zum Wie und Warum von Subjektpositionierungen. In: Forum Qualitative Sozialforschung. 8. Jg., Nr. 2, Mai 2007 (PDF; 329 kB).
- Mit Stefan Micheler, Ulf Heidel (Hrsg.): Jenseits der Geschlechtergrenzen. Sexualitäten, Identitäten und Körper in Perspektiven von Queer Studies. MännerschwarmSkript, Hamburg 2001, ISBN 3-935596-00-6.
  - darin enthalten: Menschen in Kartons. Geschlechter und Sexualitäten als postmoderne Eventualitäten. S. 233–252.